# Кошаровце
Кошаровце (слч. Košarovce) насељено је мјесто са административним статусом сеоске општине (слч. obec) у округу Хумење, у Прешовском крају, Словачка Република.

## Становништво
| Година:    | 1994. | 2004.   | 2014.   | 2024.   |
| ---------- | ----- | ------- | ------- | ------- |
| Број људи: | 586   | 613     | 633     | 581     |
| Разлика:   |       | +4,60 % | +3,26 % | -8,21 % |

| Година:    | 2023. | 2024.   |
| ---------- | ----- | ------- |
| Број људи: | 584   | 581     |
| Разлика:   |       | -0,51 % |

Према подацима о броју становника из 2024. године насеље је имало 581 становника.